# 夏斯利韋 (別里斯拉夫區)
47°6′36″N 33°9′37″E / 47.11000°N 33.16028°E
夏斯利韋（烏克蘭語：Щасливе）是位於烏克蘭南部的村莊，由赫爾松州別里斯拉夫區的大亚历山德里夫卡市镇負責管轄。該村始建於1944年，面積0.58平方公里，海拔高度71米，2001年人口129，人口密度每平方公里221.7人。